# Coelodischela
Coelodischela is een geslacht van sponsdieren uit de klasse van de Demospongiae (gewone sponzen).

## Soorten
- Coelodischela diatomorpha Vacelet, Vasseur & Lévi, 1976
- Coelodischela massa Lévi & Lévi, 1983